# Garanti Koza WTA Tournament of Champions 2014
El WTA Tournament of Champions 2014, conegut oficialment com a Garanti Koza WTA Tournament of Champions 2014, o també Torneig de Sofia 2014, és un esdeveniment de tennis femení sobre pista dura que conclou la temporada dels torneigs International Tournaments de la WTA. La cinquena edició del torneig es va celebrar entre el 28 d'octubre i el 2 de novembre de 2014 a l'Arena Armeets de Sofia, Bulgària.
Aquesta fou la darrera disputa del torneig, ja que fou substituït per un nou format anomenat WTA Elite Trophy.

## Sistema de classificació
A aquest torneig només hi tenen accés les 8 tennistes millor classificades en la Cursa de Campiones de l'any 2014 que com a mínim hagin guanyat un títol individual de la categoria International Tournaments i que no participin en la Copa Masters femenina celebrada a Singapur, però l'organització es reserva el dret de canviar dues participants per invitacions pròpies (wild cards).
En aquesta edició del torneig es va canviar el format de competició, ja que inicialment es disputava per eliminatòries i en aquesta edició es va imitar el sistema del Copa Masters de Round Robin, amb dos grups de quatre tennistes. Cada tennista havia de disputar un partit amb les tres restants del grup i les dues millors de cada grup avançaven a semifinals, la primera d'un grup contra la segona de l'altre grup. La vencedores d'ambdues semifinals disputaven la final del torneig.
La guanyadora del torneig tindria una recompensació econòmica addicional d'un milió de dòlars si almenys hagués guanyat tres torneigs de la categoria International Tournaments, però en aquesta edició no es va donar aquest cas en cap tennista.

## Jugadores

### Torneigs
Tennistes que van aconseguir algun títol individual de la categoria International Tournaments l'any 2014.
| Jugadora                | Títols             |
| ----------------------- | ------------------ |
| Mona Barthel            | Bastad             |
| Annika Beck             | Luxemburg          |
| Eugenie Bouchard        | Nuremberg          |
| Dominika Cibulková      | Acapulco           |
| Alizé Cornet            | Katowice           |
| Caroline Garcia         | Bogotà             |
| Simona Halep            | Bucarest           |
| Ana Ivanović            | Auckland Monterrey |
| Karin Knapp             | Taixkent           |
| Svetlana Kuznetsova     | Washington DC      |
| Li Na                   | Shenzhen           |
| Sabine Lisicki          | Hong Kong          |
| Mirjana Lučić-Baroni    | Quebec             |
| Iekaterina Makàrova     | Pattaya            |
| Garbiñe Muguruza        | Hobart             |
| Kurumi Nara             | Rio de Janeiro     |
| Monica Niculescu        | Canton             |
| Andrea Petkovic         | Bad Gastein        |
| Karolína Plíšková       | Seül Linz          |
| Mónica Puig             | Estrasburg         |
| Alison Riske            | Tientsin           |
| Samantha Stosur         | Osaka              |
| Carla Suárez Navarro    | Oeiras             |
| Elina Svitolina         | Bakú               |
| María Teresa Torró Flor | Marràqueix         |
| Coco Vandeweghe         | 's-Hertogenbosch   |
| Donna Vekić             | Kuala Lumpur       |
| Caroline Wozniacki      | Istanbul           |
| Klára Zakopalová        | Florianópolis      |

- En lila les tennistes classificades per disputar WTA Finals 2014, les deu millors tennistes del rànquing femení individual i les vuit millors parelles en el rànquing de dobles.
- En vermell les tennistes que renuncien a participar en el torneig.
- En blau les tennistes que renuncien a participar en el torneig per disputar la final de la Fed Cup 2014, ja que se celebra durant la mateixa setmana.

### Classificades
| Rànquing | Rànquing WTA | Jugadora             | Títols |
| -------- | ------------ | -------------------- | ------ |
| 1        | 11           | Iekaterina Makàrova  | 1      |
| 2        | 12           | Dominika Cibulková   | 1      |
| 3/WC     | 15           | Flavia Pennetta      | 0      |
| 4        | 17           | Andrea Petkovic      | 1      |
| 5        | 18           | Carla Suárez Navarro | 1      |
| 6        | 20           | Alizé Cornet         | 1      |
| 7        | 23           | Garbiñe Muguruza     | 1      |
| 8/WC     | 41           | Tsvetana Pironkova   | 0      |
| S1       | 24           | Karolína Plíšková    | 2      |
| S2       | 30           | Elina Svitolina      | 1      |

## Fase grups

### GrupSerdika
| Rq   | Jugadora                              | I. Makàrova K. Plíšková | F. Pennetta         | A. Cornet           | G. Muguruza         | V − D       | Sets        | Jocs          | Pos. |
| ---- | ------------------------------------- | ----------------------- | ------------------- | ------------------- | ------------------- | ----------- | ----------- | ------------- | ---- |
| 1 9  | Iekaterina Makàrova Karolína Plíšková |                         | 1−6, 3−6 (Plíšková) | 1−6, 4−6 (Makàrova) | 2−6, 1−6 (Makàrova) | 0 − 2 0 − 1 | 0 − 4 0 − 2 | 8 − 24 4 − 12 | R 4  |
| 3/WC | Flavia Pennetta                       | 6−1, 6−3 (Plíšková)     |                     | 6−1, 6−2            | 6−0, 1−6, 1−6       | 2 − 1       | 5 − 2       | 32 − 19       | 2    |
| 6    | Alizé Cornet                          | 6−1, 6−4 (Makàrova)     | 1−6, 2−6            |                     | 3−6, 5−7            | 1 − 2       | 2 − 4       | 23 − 30       | 3    |
| 7    | Garbiñe Muguruza                      | 6−2, 6−1 (Makàrova)     | 0−6, 6−1, 6−1       | 6−3, 7−5            |                     | 3 − 0       | 6 − 1       | 37 − 19       | 1    |

### GrupSredetz
| Rq   | Jugadora             | D. Cibulková | A. Petkovic | C. Suárez Navarro | T. Pironkova | V − D | Sets  | Jocs    | Pos. |
| ---- | -------------------- | ------------ | ----------- | ----------------- | ------------ | ----- | ----- | ------- | ---- |
| 2    | Dominika Cibulková   |              | 5−7, 3−6    | 7−5, 6−4          | 6−3, 7−6(6)  | 2 − 1 | 4 − 2 | 34 − 31 | 3    |
| 4    | Andrea Petkovic      | 7−5, 6−3     |             | 0−6, 4−6          | 7−5, 6−2     | 2 − 1 | 4 − 2 | 30 − 27 | 2    |
| 5    | Carla Suárez Navarro | 5−7, 4−6     | 6−0, 6−4    |                   | 7−6(2), 6−1  | 2 − 1 | 4 − 2 | 34 − 24 | 1    |
| 8/WC | Tsvetana Pironkova   | 3−6, 6−7(6)  | 5−7, 2−6    | 6−7(2), 1−6       |              | 0 − 3 | 0 − 6 | 23 − 39 | 4    |

## Fase final
|  | Semifinals | Semifinals           | Semifinals      | Semifinals | Semifinals |   |                 | Final | Final | Final | Final | Final |
|  |            |                      |                 |            |            |   |                 |       |       |       |       |       |
|  | 7          | Garbiñe Muguruza     | 1               | 4          |            |   |                 |       |       |       |       |       |
|  | 4          | Andrea Petkovic      | 6               | 6          |            |   |                 |       |       |       |       |       |
|  | 4          | Andrea Petkovic      | 6               | 6          |            | 4 | Andrea Petkovic | 1     | 6     | 6     |       |       |
|  |            |                      |                 |            |            | 4 | Andrea Petkovic | 1     | 6     | 6     |       |       |
|  |            | 3/WC                 | Flavia Pennetta | 6          | 4          | 3 |                 |       |       |       |       |       |
|  | 3/WC       | 3/WC                 | Flavia Pennetta | 6          | 4          | 3 | Flavia Pennetta | 6     | 6     |       |       |       |
|  | 3/WC       |                      |                 |            |            |   | Flavia Pennetta | 6     | 6     |       |       |       |
|  | 5          | Carla Suárez Navarro | 4               | 2          |            |   |                 |       |       |       |       |       |

## Premis i punts
| Ronda                     | Premi (US$)  | Punts    |
| ------------------------- | ------------ | -------- |
| Campiona                  | RR + 200.000 | RR + 195 |
| Finalista                 | RR + 75.000  | RR + 75  |
| Semifinalista             | RR + 10.000  | RR       |
| Round Robin (3 victòries) | 80.000       | 180      |
| Round Robin (2 victòries) | 65.000       | 145      |
| Round Robin (1 victòria)  | 50.000       | 110      |
| Round Robin (0 victòries) | 35.000       | 75       |
| Suplent                   | 7.500        | 0        |

- RR representa els punts i els diners aconseguits en la fase de grups (Round Robin).
- Per cada partit disputat en la fase de grups s'aconsegueixen 25 punts automàticament i per cada victòria, 35 punts més.